# Jules Aymon de Montépin
Pour les articles homonymes, voir Montépin.
Pierre-François-Jules Aymon de Montépin est un homme politique français né le 19 avril 1786 à Autun et décédé le 6 septembre 1873 à Autun (Saône-et-Loire).

## Biographie
Propriétaire terrien, il est un opposant modéré à la Restauration. Il est député de Saône-et-Loire de 1830 à 1842, siégeant dans la majorité soutenant la Monarchie de Juillet puis pair de France de 1845 à 1848.
Il décède à Autun, en son domicile, le 6 septembre 1873. 
Il est l'oncle de l'écrivain Xavier de Montépin.

## Sources
- « Jules Aymon de Montépin », dans Adolphe Robert et Gaston Cougny, Dictionnaire des parlementaires français, Edgar Bourloton, 1889-1891 [détail de l’édition]